# Коло (фільм, 2017)
«Коло» (порт. Colo) — португальсько-французький фільм-драма 2017 року, поставлений режисеркою Терезою Віллаверде. Прем'єра стрічки відбулася 15 лютого 2017 року на 67-му Берлінському міжнародному кінофестивалі, де вона брала участь в основний конкурсній програмі, змагаючись за головний приз фестивалю — Золотий ведмідь.

## Сюжет
Історія про сім'ю, — батька, матір та їхню доньку Марту, — яка вимушена страждати від тягаря безробіття. Дія фільму розгортається в сучасній Португалії.

## У ролях
| Жоао Педро Ваз          | … | батько  |
| Аліса Албергарія Боргес | … | Марта   |
| Беатріз Батарда         | … | мати    |
| Клара Жост              | … | Джулія  |
| Томас Гомес             | … | Жоао    |
| Ріта Бланко             | … | Сільвія |
| Рікардо Айбео           | … | Хайме   |
| Сімона де Олівейра      | … | Аво     |

## Знімальна група
- Автор сценарію — Тереза Віллаверде
- Режисер-постановник — Тереза Віллаверде
- Продюсер — Тереза Віллаверде
- Співпродюсер — Сесіль Вашере
- Виконавчий продюсер — Тереза Віллаверде
- Оператор — Акакіу ді Алмейда
- Монтаж — Родольф Молла
- Художник-постановник — Марія Жозе Бланко
- Художник по костюмах — Рут Коррея

## Нагороди та номінації
| Список нагород та номінацій           | Список нагород та номінацій | Список нагород та номінацій | Список нагород та номінацій | Список нагород та номінацій | Список нагород та номінацій |
| Кінопремія                            | Дата церемонії              | Категорія                   | Номінант(и)                 | Результат                   | Дж                          |
| ------------------------------------- | --------------------------- | --------------------------- | --------------------------- | --------------------------- | --------------------------- |
| Берлінський міжнародний кінофестиваль | 18 лютого 2017              | Золотий ведмідь             | Коло                        | Номінація                   | [ 2 ]                       |